# Herry
Herry település Franciaországban, Cher megyében. Lakosainak száma 959 fő (2022. január 1.). Herry La Chapelle-Montlinard, Couargues, Feux, Saint-Bouize, Saint-Martin-des-Champs, Sancergues, Mesves-sur-Loire és Pouilly-sur-Loire községekkel határos.

## Népesség
A település népessége az elmúlt években az alábbi módon változott:
| Lakosok száma | 1097 | 1024 | 991  | 1072 | 1034 | 1013 | 988  | 967  | 965  | 959  |
|               | 1968 | 1982 | 1990 | 2006 | 2013 | 2015 | 2017 | 2019 | 2020 | 2022 |